# From Zero to I Love You
From Zero to I Love You je americký hraný film z roku 2019, který režíroval Doug Spearman podle vlastního scénáře. Snímek měl světovou premiéru na BFI Flare: London LGBT Film Festival 26. března 2019.

## Děj
Jack Dickinson má manželku Karlu a dvě dcery. Mnoho let však tají, že je gay. Když jednoho dne potká Peta Logsdona, zamiluje se do něj, avšak nedokáže se rozhodnout mezi ním a Karlou. jejich vztah po roce ukončí, nicméně po delší době se náhodně potkají na vernisáži v galerii, kterou vede Karla. Tam Karla zjistí, jaký byl mezi nimi vztah.

## Obsazení
| Scott Bailey    | Jack Dickinson  |
| Darryl Stephens | Pete Logsdon    |
| Adam Klesh      | John Armitage   |
| Richard Lawson  | Ron Logsdon     |
| Keili Lefkowitz | Karla Dickinsen |
| Ann Walker      | Barbara         |
| Shane Johnson   | Clay            |
| Matt Cipro      | Rich            |
| Jai Rodriguez   | Andrew          |
| Jay Huguley     | Eric Dupont     |
| Stephen Bowman  | David           |
| Al Sapienza     | Tracey Thayer   |